# Clara-Zetkin-Frauenpreis
Mit dem Clara-Zetkin-Frauenpreis würdigt die Partei Die Linke herausragende Leistungen von Frauen in Gesellschaft und Politik. Der Preis wurde 2011 erstmals verliehen. Die Verleihung des Preises soll „die Beachtung für das eigensinnige und uneigennützige Engagement von Frauen in der Öffentlichkeit erhöhen und ermutigen, die eigenen Fähigkeiten und Kräfte für eine gerechtere Gesellschaft einzusetzen“. Der Preis ist mit 3000 € dotiert.

## Benennung

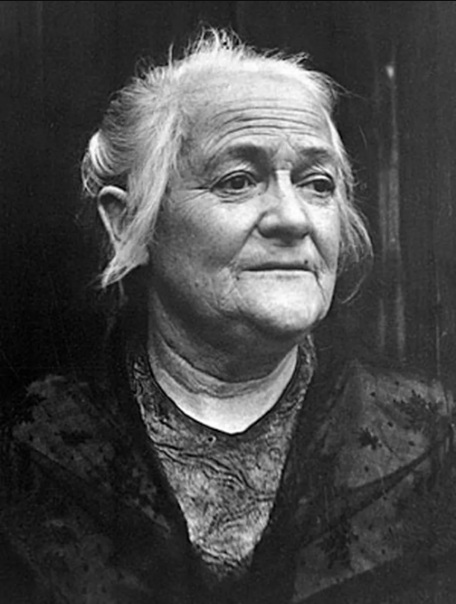
Clara Zetkin in den 1920er Jahren während ihrer Zeit als Reichstagsabgeordnete

Namensgeberin des Frauenpreises ist die sozialistische deutsche Politikerin, Frauenrechtlerin und Mitgestalterin der Frauenbewegungen Clara Zetkin (geboren 5. Juli 1857; gestorben 20. Juni 1933).

## Preisverleihung

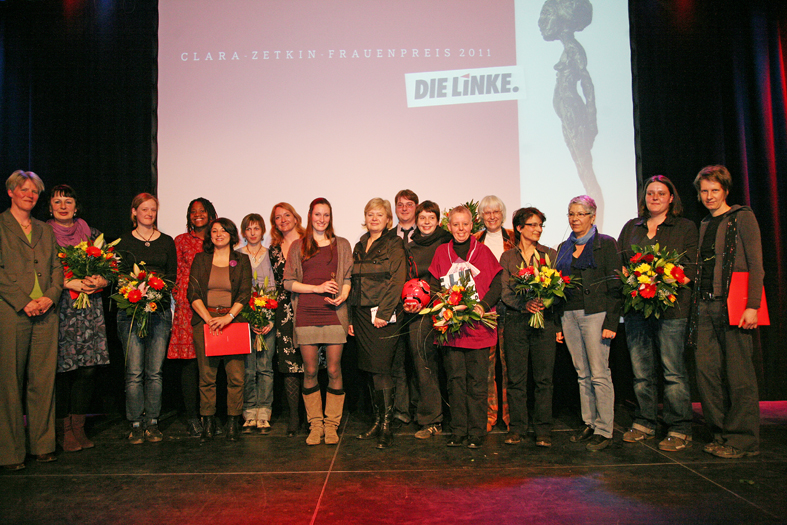
Preisträgerinnen 2011

- 2011: Am 12. März 2011 verlieh Die Linke erstmals anlässlich des 100. Internationalen Frauentages den Clara-Zetkin-Frauenpreis. Ausgezeichnet wurden die Journalistin, Zeithistorikerin und Frauenrechtlerin Florence Hervé für ihr Lebenswerk, sowie das Projekt Discover Football des Vereins Fußball und Begegnung e. V. Die Auszeichnung fand im Rahmen einer feierlichen Preisverleihung im Palais der Kulturbrauerei in Berlin statt.
- 2012: Der Clara-Zetkin-Frauenpreis 2012 ging an das Düsseldorfer Projekt Keine Schwangerschaft ist illegal - STAY!. Einen Sonderpreis vergab DIE LINKE im Jahr 2012 an Esther Bejarano für ihr Lebenswerk.[3]
- 2013: Der Clara-Zetkin-Frauenpreis 2013 wurde an das Projekt Stille Straße verliehen. Die Seniorinnen der Seniorenbegegnungsstätte Stille Straße 10 in Berlin-Pankow kämpften im vergangenen Jahr mit einer Besetzung für den Erhalt ihrer Einrichtung. Der Ehrenpreis 2013 ging an die Soziologin und Philosophin Frigga Haug.[4]
- 2014: Der Clara-Zetkin-Frauenpreis 2014 wurde am 7. März 2014 an Women in Exile verliehen; der Ehrenpreis ging an Inge Hannemann.
Women in Exile ist eine 2002 in Brandenburg gegründete Initiative von Flüchtlingsfrauen, welche die Erfahrung machte, dass Flüchtlingsfrauen doppelte Opfer von Diskriminierung sind; Sie werden als Asylbewerberinnen sowohl durch rassistische Gesetze ausgegrenzt und als auch als Frauen diskriminiert.
Inge Hannemann wurde bekannt, da sie als Mitarbeiterin eines Jobcenter, die Sanktionspraxis dieser offen kritisierte und sich klar für die Abschaffung der Hartz-IV-Sanktionen ausspricht.[5]
- 2015: Der Clara-Zetkin-Frauenpreis 2015 wurde an die Journalistin Nareen Shammo für ihre Initiative for Ezidies around the world and Yazda Center verliehen. Die Initiative unterstützt jesidische Mädchen und Frauen im Nordirak, die vom Islamischen Staat bedroht werden.[6]
- 2016: Der Clara-Zetkin-Frauenpreis 2016 ging an das Frauenzentrum Lilith in Halberstadt, einen Frei- und Schutzraum für Mädchen und Begegnungs- und Kontaktmöglichkeiten für Frauen und Mädchen unterschiedlicher Nationalitäten, Altersgruppen, sozialer Schicht und Lebensweisen, der Spezialpreis für politische Intervention ging an die Kampagne #Ausnahmslos gegen Sexismus und Rassismus.[7]
- 2017: Mit dem Clara-Zetkin-Frauenpreis 2017 wurde das deutsch-polnische Projekt Ciocia Basia, welches sich für das Recht von Frauen auf Abtreibung einsetzt, ausgezeichnet. Der Clara-Zetkin Ehrenpreis ging an die Menschenrechtsaktivistin und HDP-Abgeordnete Feleknas Uca.[8]
- 2018: Der Clara-Zetkin-Frauenpreis 2018 ging an die Ärztin Kristina Hänel für ihren Einsatz für das Recht auf Information zu Schwangerschaftsabbrüchen. Der Projektpreis ging an die yezidischen Frauenräte im Irak TAJE.[9]
- 2019: Der Clara-Zetkin-Frauenpreis 2019 ging an das Projekt Heimatlos in Köln e. V., das obdachlose Frauen unterstützt. Die Kapitänin von Solidarity at Sea Pia Klemp erhielt den Ehrenpreis für gesellschaftliches Engagement.[10]
- 2020: Der Clara-Zetkin-Frauenpreis 2020 ging an die Fraueninitiative in Torgau.[11]
- 2021: Der Clara-Zetkin-Frauenpreis 2021 ging an das deutsch-polnische queer-feministische Kollektiv Dziewuchy Berlin.[12] Der Ehrenpreis für gesellschaftliches Engagement erhielt Gültan Kışanak, die aktuell in der Türkei noch im Gefängnis ist.
- 2022: Der Clara-Zetkin-Frauenpreis 2022 ging an die gemeinnützige Organisation Endometriose Vereinigung Deutschland e. V. Der Verein setzt sich seit 25 Jahren in besonderer Weise für eine gendergerechte Medizin ein.[13]
- 2023: Der Clara-Zetkin-Frauenpreis 2023 ging an den gemeinnützigen Verein Gewitterziegen e. V. zur Förderung feministischer Mädchenarbeit. Ziel des Vereins ist die Gleichstellung von Mädchen und Frauen im gesellschaftlichen, beruflichen und kulturellen Leben.[14]
- 2024: Der Clara-Zetkin-Frauenpreis 2024 ging an das Soziokulturelle Zentrum Frauenkultur (FraKu) in Leipzig, das sich um die Ermöglichung von Teilhabe am öffentlichen Leben durch Kunst und Kultur bemüht.[15]